# غلينجيتي
غلينجيتي Glengettie هو علامة تجارية للشاي في  ويلز. سوقت للمرة الأولى في عام 1952.
تملكها شركة تايفو تي المحدودة، وهي تابعة لمجموعة أبيجاي سوريندرا الهندية.